# N.L. Peschier

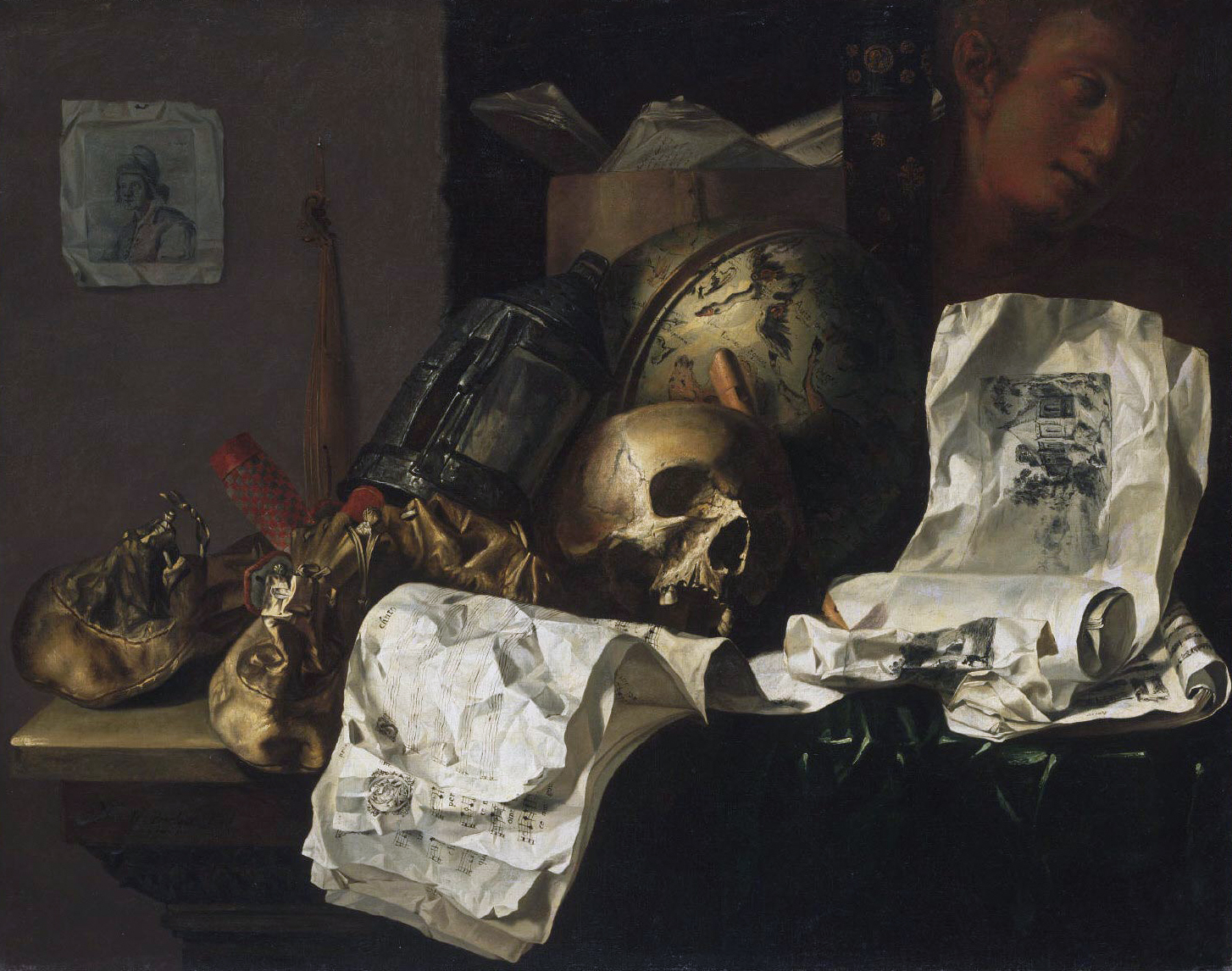
Vanitas stilleven, Philadelphia Museum of Art

N.L. Peschier, ook vermeld als N. Le Peschier, was een in Holland actief kunstschilder uit de periode van de Gouden Eeuw. Van hem zijn diverse stillevens bekend, voornamelijk vanitas, gesigneerd en gedateerd in de jaren 1659, 1660 en 1661.
Over het leven van de kunstenaar is niets met zekerheid bekend, ook zijn voornaam ontbreekt. Hij zou geboren zijn in de Franse Ardèche en was als schilder actief in Amsterdam en Leiden.
Een opvallend element in de stillevens is het voorkomen van verfomfaaide en gekreukelde tekeningen en documenten en andere geblutste voorwerpen, die de vergankelijkheid van het leven zoals bedoeld in een vanitaswerk extra benadrukken.